# Phycus lacteipennis
Phycus lacteipennis är en tvåvingeart som beskrevs av Lyneborg 2002. Phycus lacteipennis ingår i släktet Phycus och familjen stilettflugor.
Artens utbredningsområde är Marocko. Inga underarter finns listade i Catalogue of Life.